# Imperial Chemical Industries
Imperial Chemical Industries (ICI) — британська хімічна компанія. Протягом більшої частини своєї історії він був найбільшим виробником у Великобританії. Була утворена в результаті злиття чотирьох провідних британських хімічних компаній у 1926 році. Її штаб-квартира була в Мілбанку в Лондоні. ICI був складовою частиною індексів FT 30 і пізніше FTSE 100.
ICI виробляє загальну хімію, пластмаси, фарби, фармацевтичні препарати та спеціальні продукти, включаючи харчові інгредієнти, спеціальні полімери, електронні матеріали, ароматизатори та ароматизатори. У 2008 році компанія була придбана компанією AkzoNobel, яка негайно продала частину ICI компанії Henkel та об'єднала решту діяльності ICI у свою існуючу організацію.

## Історія

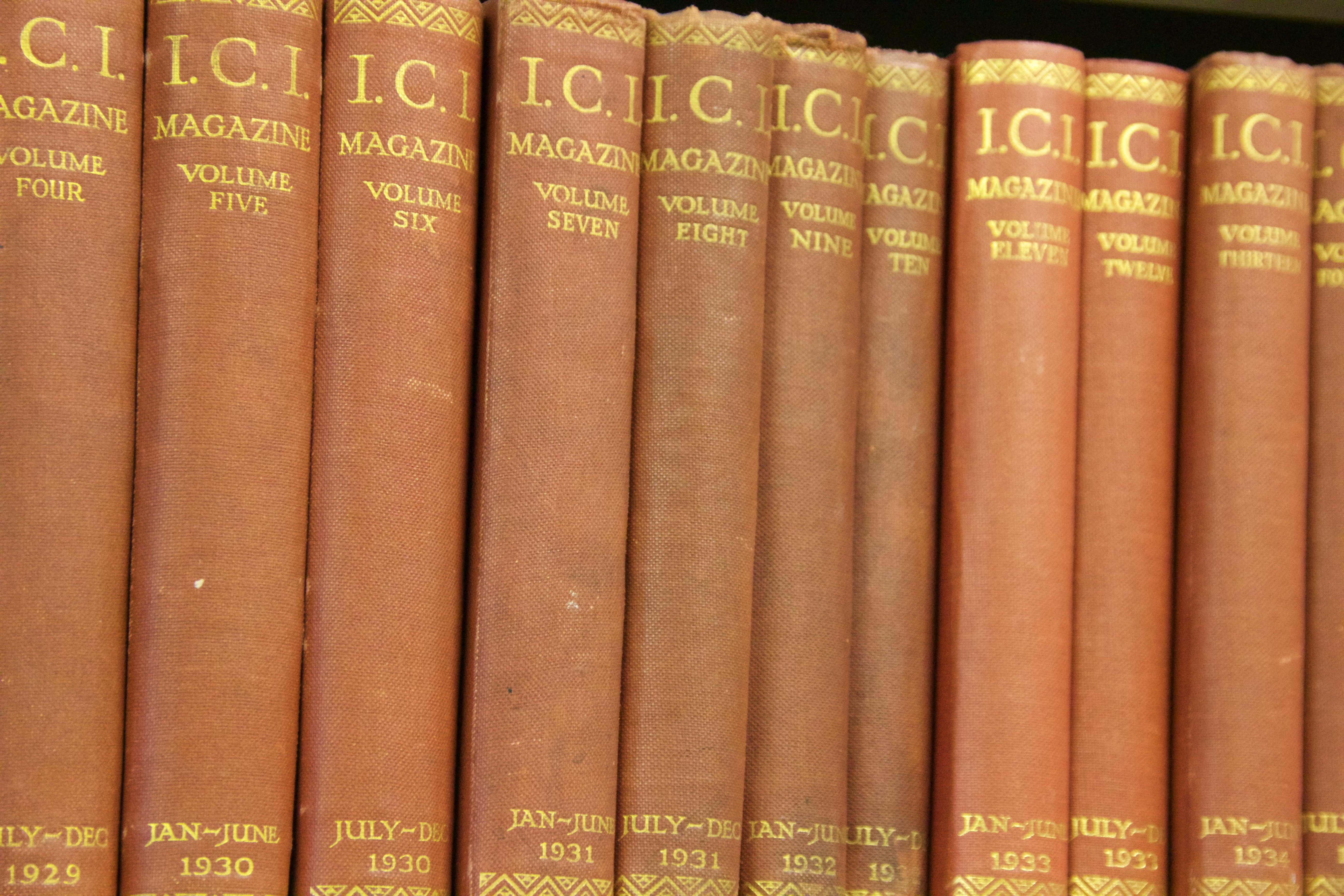
Томи журналу ICI 1930-х років

Компанію було засновано в грудні 1926 року в результаті злиття чотирьох компаній: Brunner Mond, Nobel Explosives, United Alkali Company та British Dyestuffs Corporation. Головний офіс був заснований у Міллбанк у Лондоні в 1928 році. Конкуруючи з DuPont та IG Farben, нова компанія виробляла хімічні речовини, вибухові речовини, добрива, інсектициди, барвники, кольорові метали та фарби. У перший рік оборот склав 27 фунтів стерлінгів мільйон.
У 1920-х і 1930-х роках компанія відіграла ключову роль у розробці нових хімічних продуктів, включаючи барвник фталоціанін (1929), акриловий пластик Perspex (1932), фарби Dulux (1932, розроблено спільно з DuPont), поліетилен (1937), і поліетилентерефталатне волокно, відоме як терилен (1941). У 1940 році ICI заснувала British Nylon Spinners як спільне підприємство з Courtaulds.
ICI також володів мотоциклетним бізнесом Sunbeam, який прийшов з Nobel Industries, і продовжував будувати мотоцикли до 1937 року
Під час Другої світової війни ICI брала участь у програмі ядерної зброї Сполученого Королівства під кодовою назвою Tube Alloys.